# Periostrakum

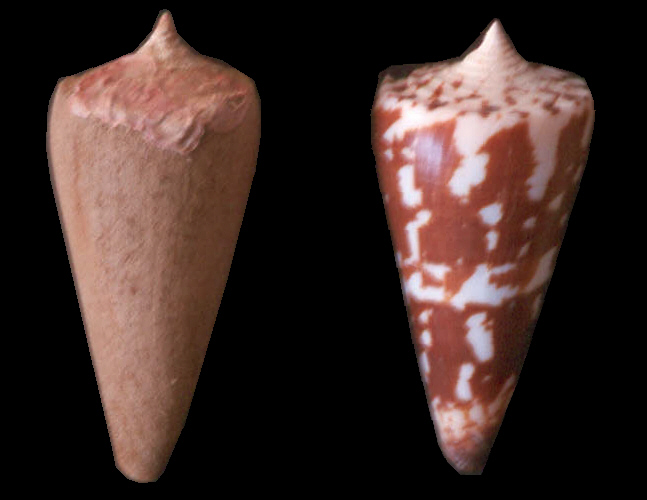
Muszle stożków: pokryta periostrakum (z lewej), oczyszczona

Periostrakum (łac. periostracum), tzw. warstwa rogowa – zewnętrzna, złożona z substancji organicznej – konchioliny – cienka warstwa muszli muszlowców i ramienionogów, która ma za zadanie zabezpieczać muszlę przed rozpuszczaniem.